# Warrap (staat)
Warrap is een staat van Zuid-Soedan in het westen van het land. De staat van iets meer van 31.000 vierkante kilometer telde anno 2000 naar schatting één miljoen inwoners. De hoofdstad van de staat is momenteel het gelijknamige Warrap. In de toekomst wordt de hoofdstad mogelijk verplaatst naar de stad Kuajok.
Central Equatoria · Eastern Equatoria · Jonglei · Lakes · Northern Bahr el Ghazal · Unity · Upper Nile · Warrap · Western Bahr el Ghazal · Western Equatoria